# Bauhinia penicilliloba
Bauhinia penicilliloba är en ärtväxtart som beskrevs av François Gagnepain. Bauhinia penicilliloba ingår i släktet Bauhinia och familjen ärtväxter. Inga underarter finns listade i Catalogue of Life.